# Alfa Romeo Giulia GT Junior
La Giulia GT Junior est une voiture coupé à caractère sportif, produite de 1966 à 1976 par le constructeur italien Alfa Romeo et qui porte le nom de code usine 105.30 00530.
Ce modèle remplaça la mythique Alfa Romeo Giulietta Sprint. Créée pour être la version populaire de la Giulia Sprint GT, afin de la rendre plus accessible aux jeunes, elle connaîtra un énorme succès commercial au point de la rendre plus recherchée que sa sœur aînée tout en conservant sa réputation de coupé sportif.
La première série disposait d'un équipement relativement simplifié par rapport à la Sprint GT de base mais, dès la seconde version de cette série, l'équipement s'étoffa.

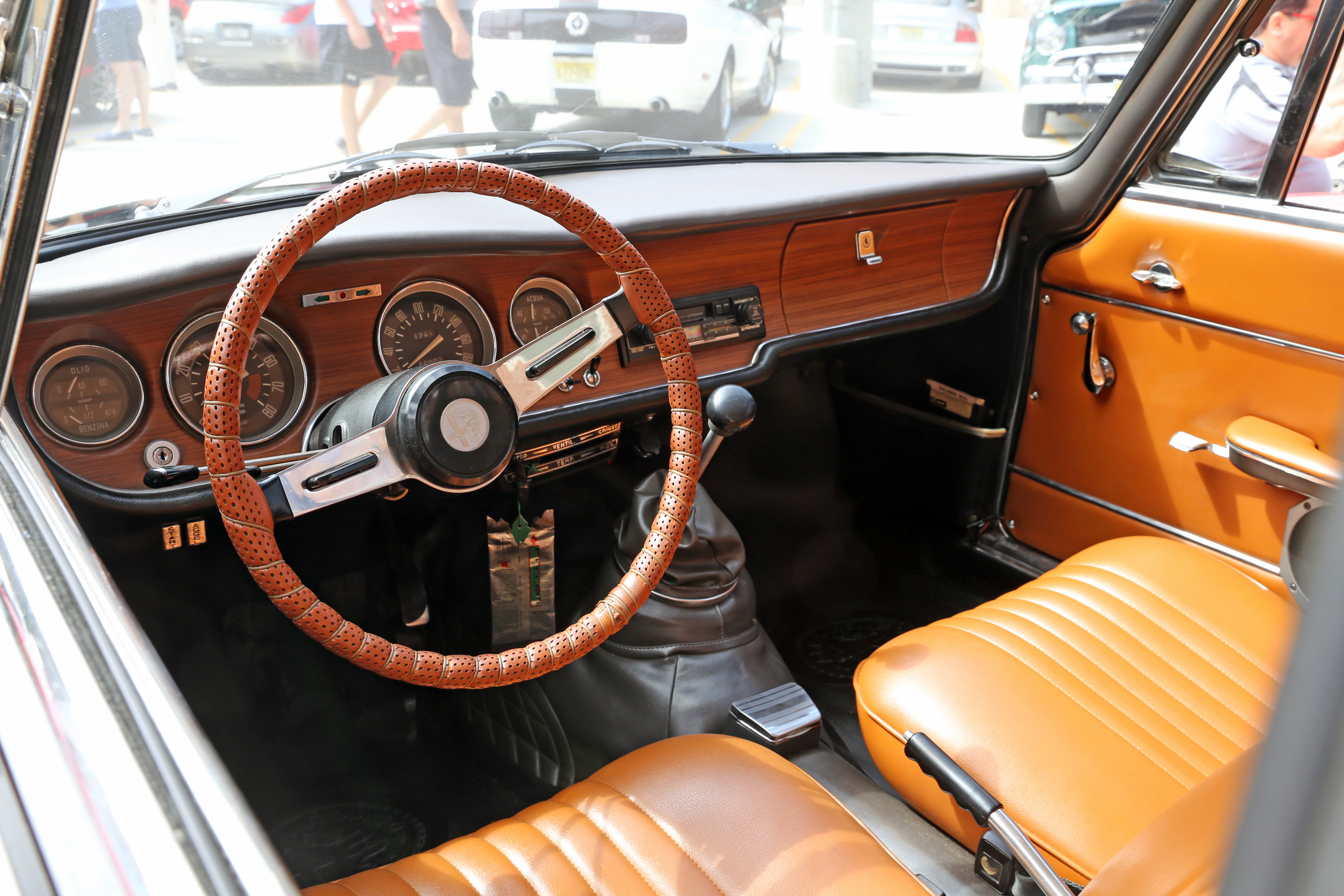
L'intérieur d'une GT Junior de 1968 avec un tableau de bord « plat » et un volant à deux branches.

La seconde série, présentée en 1969, marque un tournant dans la gamme avec l'adoption d'un équipement propre au modèle : tableau de bord spécifique, roues de 14" et barre stabilisatrice. Les deux premières séries sont baptisées « marche » par les puristes italiens en raison du léger décalage existant entre le dessus de la calandre scudetto et le bord du capot, qui est le signe distinctif commun avec les autres modèles de la gamme Sprint GT et GTA.
Les 1res séries sont appelées « scalino » ou « boite aux lettres » du fait de la forme du capot avant. Le dessin sera aplani lors du restylage de la 2e série.
La Giulia Sprint GT Junior était une véritable version sportive, avec les mêmes qualités des autres modèles de la gamme dont elle dérivait étroitement. Équipée de quatre freins à disque et grâce à son poids bien maîtrisé, elle offrait de faibles distances d'arrêt. Le pont arrière rigide faisait un peu souffrir les passagers arrière sur mauvais revêtement, comme bon nombre de voitures de cette époque, mais la tenue de route était satisfaisante et très sûre même si les pneumatiques de l'époque avaient une dérive très prononcée.
Les accélérations et les reprises étaient particulièrement enthousiasmantes, compte tenu de la cylindrée de 1 300 cm3. La consommation, qui n'était pas un critère important, restait modeste tant que l'on ne faisait pas rugir le moteur. La vitesse maxi dépassait les 170 km/h, ce qui n'était pas commun, même pour des voitures de cylindrée nettement plus importante. Cette vitesse pouvait être maintenue sur de très longues distances car, comme toutes les Alfa Romeo, le rapport de transmission était long sur le cinquième rapport et pouvait être conservé sans problème de fatigue ni de surchauffe. La boîte de vitesses à cinq rapports faisait sensation car cela représentait une exception dans le panel automobile, à cette époque les constructeurs français préconisaient encore les boîtes à trois vitesses et les Allemands restaient bloqués à quatre.
Le système de refroidissement était particulièrement efficace même s'il fut critiqué en Italie car, pour des raisons d'économie, le ventilateur était entraîné par une courroie et non pas par un moteur électrique comme sur les autres modèles italiens de l'époque. Les soupapes étaient au sodium pour mieux répartir la chaleur et les bougies étaient à « quatre pointes » pour une combustion meilleure et plus régulière quel que soit le régime moteur.

## Versions
- 1966 : Première version et série fabriquée.
- 1968 : Seconde version, première série, quelques modifications : servofrein, volant à deux branches, essuie-glaces à deux vitesses.
- 1969 : Seconde série, modifications : nouvelle planche de bord, embrayage hydraulique, pneumatiques 165/14, nouveaux synchronisateurs, régulateur de freinage, barre anti-roulis arrière.
- 1972 : Troisième série : nouvelle face avant sans la « marche », double circuit de freinage. Deux moteurs au choix : 1 300 et 1 600 cm3.
- 1974 : Quatrième série : carrosserie unifiée avec les autres modèles 2000 GT Veloce.

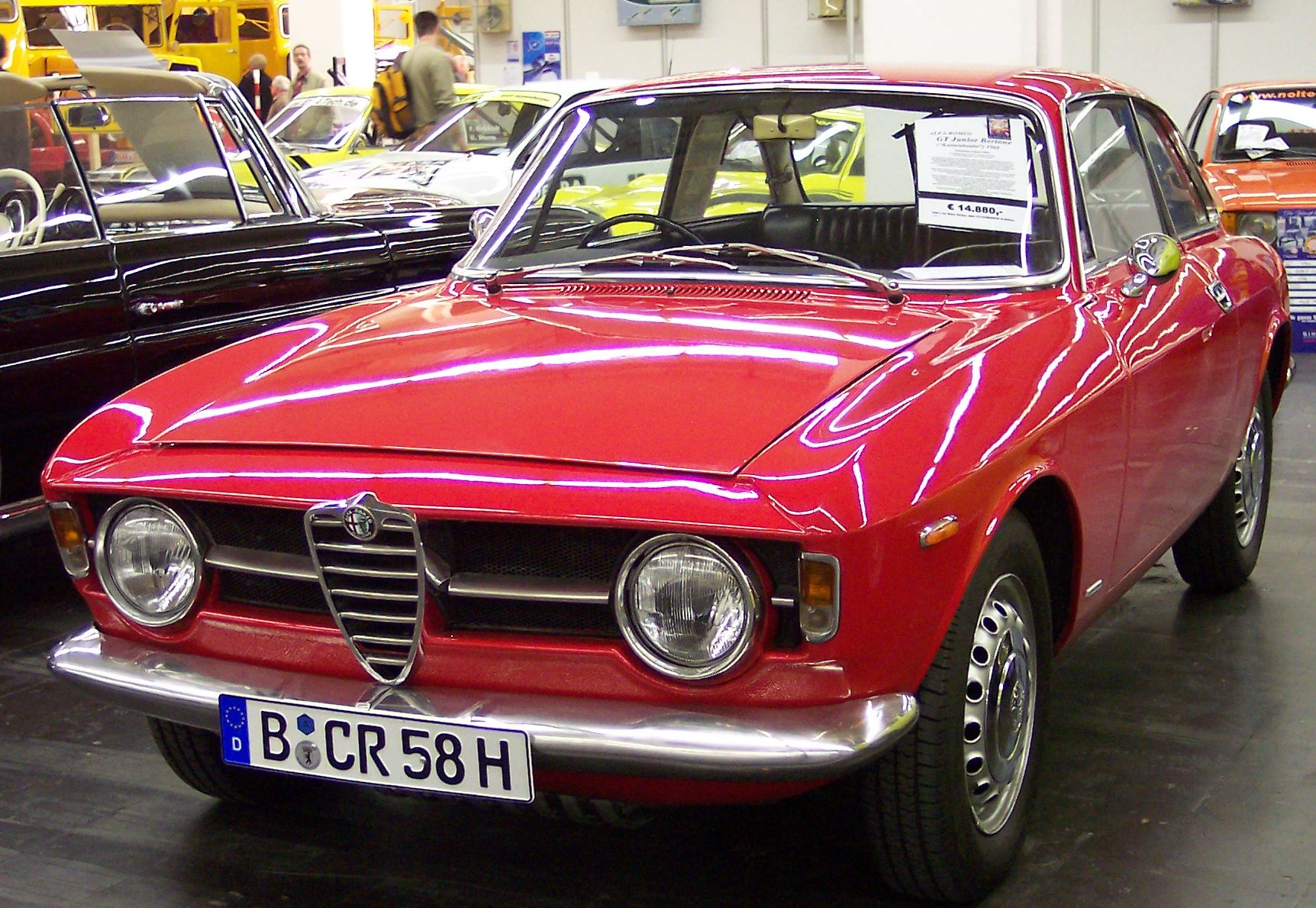
Giulia GT Junior 1re série.
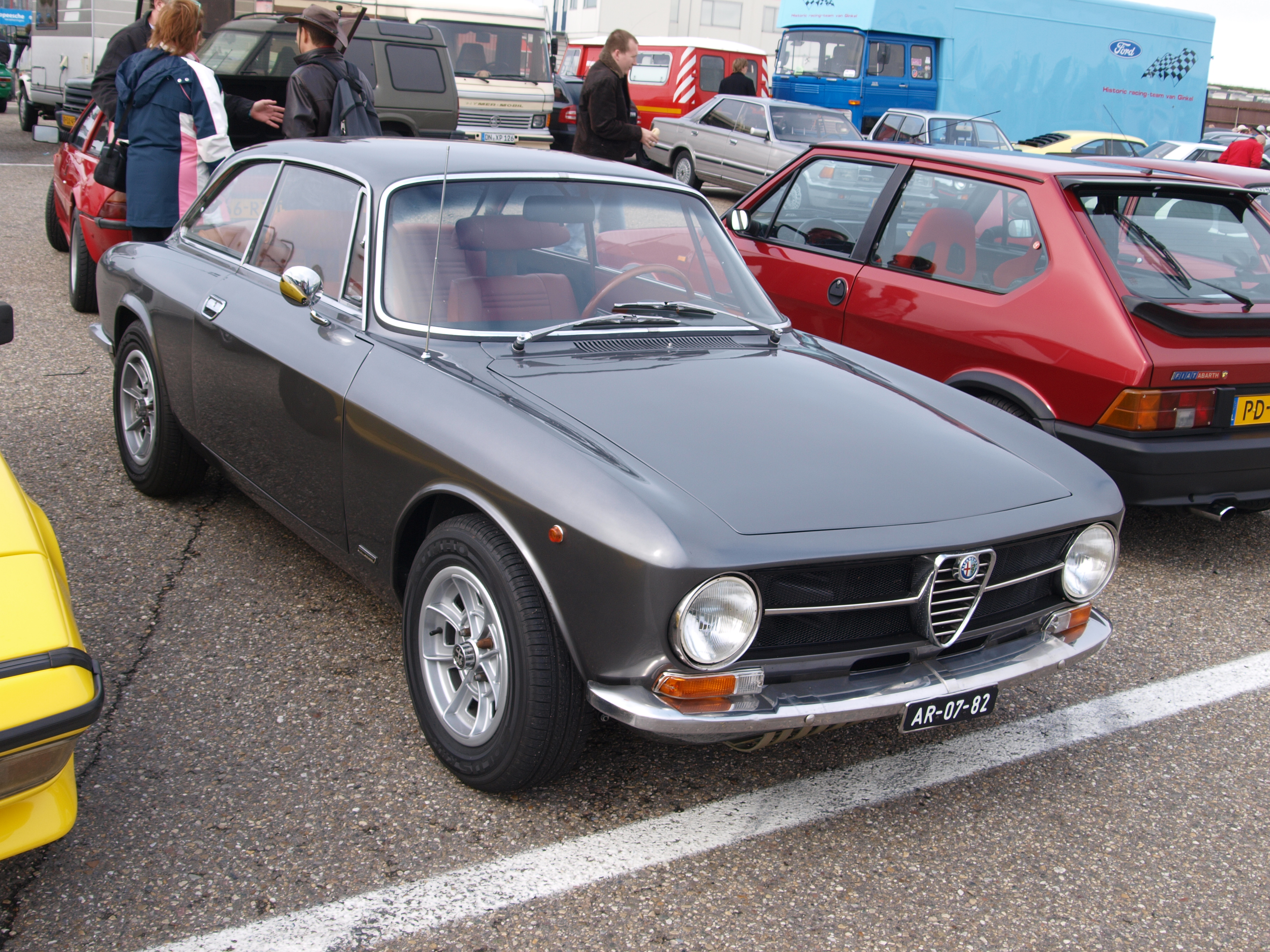
Giulia GT 1300 Junior de 1971 (face avant restylée).
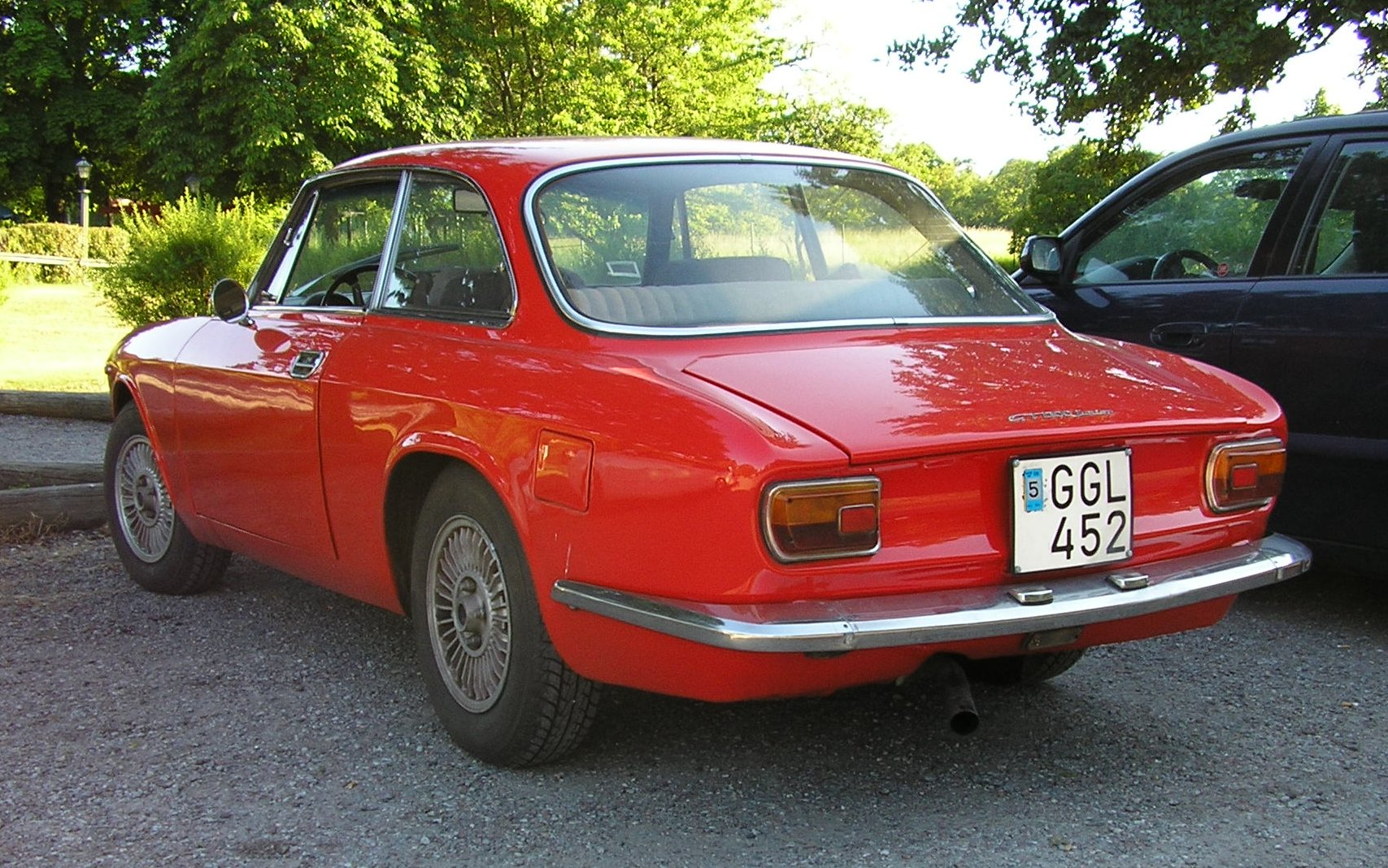
Giulia 1300 GT Junior (1972).
Giulia GT 1600 Junior « Unificato » à partir de 1974.

## Caractéristiques techniques GT 1300
- Moteur : 1 290 cm3, 4 cylindres en ligne placé longitudinalement à l'avant, alésage × course : 74 × 75 mm.
- Alimentation : 2 carburateurs double corps Weber 40 DCOE 28, filtre à air à sec.
- Distribution : 2 arbres à cames en tête (double chaîne).
- Soupapes : 2 par cylindre.
- Rapport de compression : 9:1.
- Puissance : 103 ch (SAE), 88,4 ch (DIN) à 6 000 tr/min.
- Couple : 14 m kg[réf. souhaitée]/SAE à 3 200 tr/min.
- Transmission :
  - propulsion arrière,
  - boîte de vitesses à 5 rapports avant tous synchronisés, commande au plancher (1re série), puis pédalier suspendu,
  - rapports de transmission : I) 3,304 : 1, II) 1,988 : 1, III) 1,355 : 1, IV) 1 : 1, V) 0,86 : 1,
  - couple conique ipoïde,
  - rapport de pont : 4,555 : 1 (9/41).
- Pneumatiques : 155/15 (1re série), 165/14 (2e série).
- Dimensions : longueur 4,08 m, largeur 1,58 m, hauteur 1,31 m, empattement 2 350 mm, voie avant 1 310 mm, voie arrière 1 270 mm.
- Poids à vide : 930 kg.
- Carrosserie monocoque autoporteuse : coupé 4 places.
- Suspensions avant : roues indépendantes, trapèzes, barre stabilisatrice.
- Suspensions arrière : pont rigide, ressorts hélicoïdaux, bras longitudinaux, stabilisateur.
- Freins : 4 disques avec servofrein hydraulique à dépression dès 1968.
- Vitesse maxi : 173 km/h, accélération : km départ arrêté : 33,2 s.